# 士幌駅

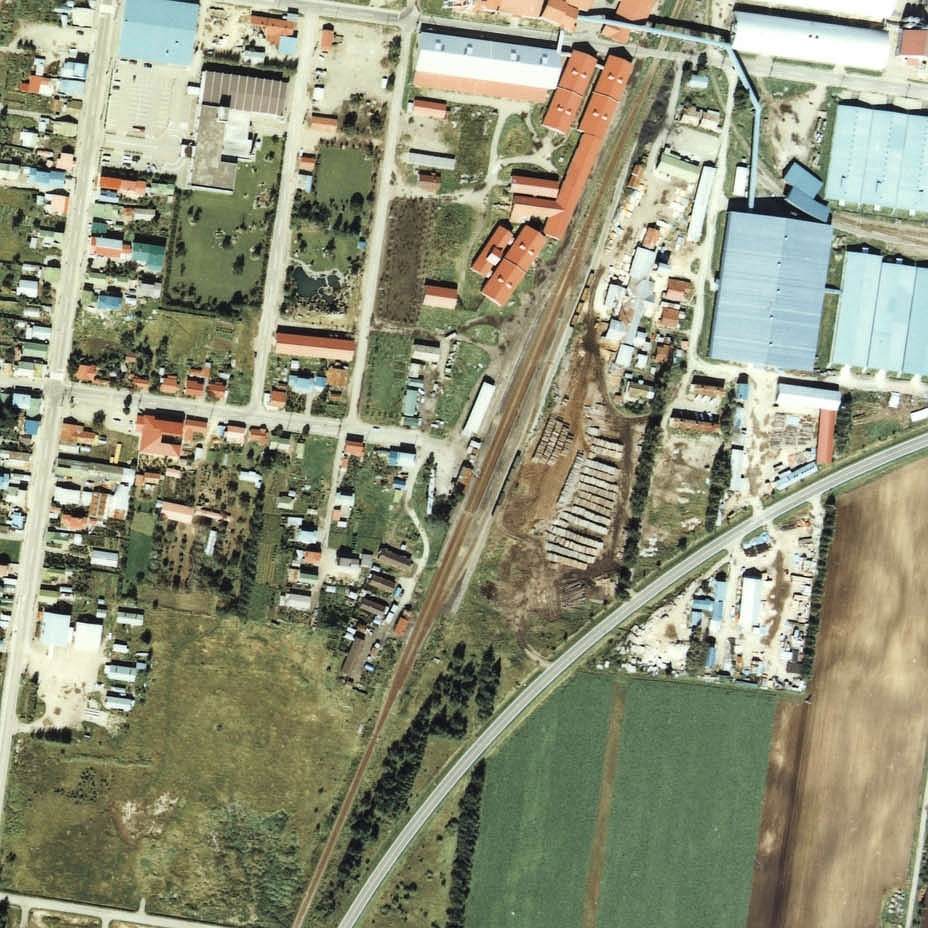
1977年の士幌駅と周囲約500m範囲。上が糠平方面。相対式2面2線と外側に貨物用副本線、駅舎横の切り欠き状貨物ホームに引込み線があり、右上の青い大きな屋根の農協倉庫へ、本線北側から分岐した専用線が引き込まれている。駅裏のストックヤードにはパルプ材が野積みされている。

士幌駅（しほろえき）は、かつて北海道河東郡士幌町字士幌西2線に設置されていた、日本国有鉄道（国鉄）士幌線の駅である。電報略号はシロ。事務管理コードは▲111406。

## 歴史
- 1925年（大正14年）12月10日 - 国有鉄道士幌線の駅として、帯広駅 - 当駅間開通時に開業。一般駅[2]。池田機関庫士幌駐泊所設置[3]。
- 1926年（大正15年）7月10日 - 士幌線が上士幌駅まで延伸[3]。
- 1953年（昭和28年）12月11日 - 農協専用線敷設[3]。
- 1969年（昭和44年）11月28日 - 士幌駅で入れ替え中の貨車7両が7.5km先の中士幌駅まで暴走。機関車が貨車を連結しようとしたところ連結器が閉じた状態となっており、押し出される形で暴走を始めたもの[4]。
- 1982年（昭和57年）11月15日 - 車扱貨物の取り扱いを廃止[2]。
- 1984年（昭和59年）2月1日 - 荷物の取り扱いを廃止[2]。
- 1987年（昭和62年）3月23日 - 士幌線の全線廃止に伴い、廃駅となる[2]。

## 駅構造
廃止時点で、相対式ホーム2面2線と複数の側線を有する地上駅であった。駅舎は、下り線ホーム側（構内西側）にあった。また、駅の周辺にある士幌農協（JA士幌）の施設への専用線が2本分岐していた。

## 駅周辺
- 北海道道417号士幌停車場線
- 国道241号
- 道の駅ピア21しほろ
- 士幌町役場
- 帯広警察署士幌駐在所
- 士幌郵便局
- 帯広信用金庫士幌支店
- 士幌町農業協同組合（JA士幌町）
- 十勝バス、北海道拓殖バス「士幌」停留所

## 駅跡
現在は「士幌交通公園」となっており、駅舎・2面2線のホーム及び当駅・中士幌駅の駅名標、車掌車・貨車が展示されている。駅舎は常時施錠されており、内部の見学には士幌町役場への連絡が必要である（9～16時・土日祝日を除く）。

## 隣の駅
日本国有鉄道
士幌線
中士幌駅 - <新士幌仮乗降場> - 士幌駅 - 北平和駅